# Фомин, Константин Евгеньевич
Константин Евгеньевич Фомин (род. 31 июля 1990, Электросталь, Московская область, СССР) — российский архитектор, руководитель архитектурного бюро «Konstantin Fomin Architecture».

## Биография
Константин родился в г. Электросталь Московской области. Окончил электростальскую детскую художественную школу, затем учился на художественно-графическом факультете Московского Педагогического Государственного Университета (МПГУ).
В 2014 году окончил с отличием факультет архитектуры жилых и общественных зданий Российской академии живописи, ваяния и зодчества Ильи Глазунова. Во время учёбы в академии стажировался и работал в различных архитектурных мастерских.
В 2014—2017 годах работал архитектором в компании APEX project bureau. Занимался разработкой проектной и рабочей документации, созданием архитектурных концепций, адаптацией и сопровождением зарубежных проектов. Принимал участие в проектировании жилых комплексов «группы компаний ПИК».
С 2015 по 2017 год в составе интернациональной команды занимался архитектурным проектированием музея современного искусства и реконструкции исторического здания ГЭС-2 по проекту архитектурного бюро Renzo Piano Building Workshop и руководством лауреата Прицкеровской премии Ренцо Пьяно.

## Архитектура
С 2010 года начал работать как самостоятельный архитектор и в 2017 году открыл в Москве архитектурное бюро «Konstantin Fomin Architecture», которое занимается комплексным проектированием жилых и общественных зданий, интерьерным дизайном, архитектурой общественных пространств и созданием произведений монументального искусства. Особую роль в творчестве архитектора играет проектирование музейных и культурных центров, создание выставочных экспозиций.
Является лауреатом премии «FSC Зеленая архитектура», лауреатом всероссийского конкурса архитектурных и скульптурных проектов «Наше Отечество», участником фестиваля «Зодчество».
Основные проекты и постройки архитектора:
- входной павильон мемориального комплекса «Катынь», Смоленская область;
- музей Кавалерии им. М. М. Шаймуратова, Башкортостан[5][6];
- музей Зои Космодемьянской, Московская область;
- музей военной формы одежды, г. Москва;
- музей Ржевского мемориала, Тверская область;
- мемориальный комплекс «Сапун-Гора», г. Севастополь;
- реконструкция дома А. С. Трубецкой-Бове, г. Москва;
- часовня во имя мученика воина Евгения, г. Переславль-Залесский;
- памятник-обелиск солдатам русского экспедиционного корпуса, Агилькур, Франция[7][8];
- памятник-обелиск дворянскому роду Бибиковых в селе Шкинь, Московская область[9][10].

Принимал участие в создании памятника Людвигу Нобелю установленный в Рыбинске в 2013 году.

## Творчество
В 2010 году Константин Фомин совместно со скульптором Андреем Коробцовым основал архитектурно-скульптурную мастерскую. За 10 лет авторский коллектив принял участие в более 80 конкурсах на создание произведений монументального искусства. За время сотрудничества творческий тандем реализовал ряд крупных проектов в России и за рубежом.
Наиболее значительные работы мастерской:
- памятник тульским металлургам в Туле (2015 г.)[12];
- памятник Греческому легиону императора Николая I в Севастополе (2016 г.)[13][14];
- памятник русской княгине Ольге Константиновне Романовой в Салониках, Греция (2016 г.)[15][16];
- памятник великому князю Московскому и государю Всея Руси Ивану III в Калуге (2017 г.)[17][18];
- памятник Маршалу Советского Союза А. М. Василевскому в Костроме (2017 г.)[19][20];
- памятник Герою Советского Союза Ханпаше Нурадилову в Грозном (2018 г.)[21][22];
- аллея маршалов Победы в Комсомольске-на-Амуре (2018 г.)[23][24];
- аллея Героев Советского Союза в Костроме (2019 г.)[25][26];
- памятник Александру Васильевичу Суворову в селе Кистыш Владимирской области (2020 г.)[27][28];
- Ржевский мемориал советскому солдату близ деревни Хорошево Тверской области (2020 г.)[29][30];
- памятник Петру Котляревскому в Феодосии (2020 г.)[31];
- памятник М. П. Девятаеву в посёлке Торбеево (2021 г.)[32][33];
- памятник защитнику Отечества в селе Частоозерье Курганской области (2021 г.)[34];
- бюст В. Е. Копылову в Комсомольске-на-Амуре (2021 г.)[35];
- мемориал «Молитва перед боем» в Тосненском районе Ленинградской области (2021 г.)[36].

В 2018 году проект авторского коллектива скульптора Андрея Коробцова и архитектора Константина Фомина победил в конкурсе проектов Ржевского мемориала Советскому солдату. Над разработкой и реализацией этого проекта скульптор А. Коробцов и архитектор К. Фомин работали более 2,5 лет.
В состав мемориального ансамбля помимо памятника высотой 35 м (25 м — скульптура и 10 м — насыпной холм) входит:
- Инсталляция окопы — осколки (центральная площадь мемориала);
- Музей Ржевской битвы (филиал Музея Победы на Поклонной горе);
- Ландшафтный парк с озеленением и благоустройством.

27 января 2024 года открыт Мемориальный комплекс «Мирным гражданам Советского Союза, погибшим в ходе Великой Отечественной войны». Расположен в деревне Зайцево Гатчинского района Ленинградской области. Авторы монумента — скульптор Андрей Коробцов и архитектор Константин Фомин.
Творческим коллективом созданы мемориальные доски известным деятелям:
- актёру Евгению Веснику[38][39] и летчику С. П. Алейникову[40] на здании высотки на Кудринской площади в Москве;
- первой леди Великобритании Клементине Черчилль[41][42], поэтам А. Кешокову и К. Кулиеву в Ростове-на-Дону[43];
- историку Сергею Вяземскому в Санкт-Петербурге[44].

- Ржевский мемориал советскому солдату (центральная скульптура, инсталляция окопы)
- Памятная доска А. П. Кешокову и К. Ш. Кулиеву
- Мемориальная доска Клементине Черчилль
- Памятник Ханпаше Нурадилову

## Награды
- Медаль «За труды в культуре и искусстве» (2 июня 2022 года) — за вклад в реализацию проекта по созданию Ржевского мемориала Советскому солдату[45].
- Премия Союзного государства в области литературы и искусства за 2021—2022 годы (2022 год)[46].
- Государственная премия Российской Федерации в области литературы и искусства 2023 года (11 июня 2024 года) — за создание памятников и мемориалов, посвящённых знаковым событиям отечественной истории[47][48].